# Stigmatomma normandi
Stigmatomma normandi es una especie de hormiga del género Stigmatomma, familia Formicidae. Fue descrita científicamente por Santschi en 1915.

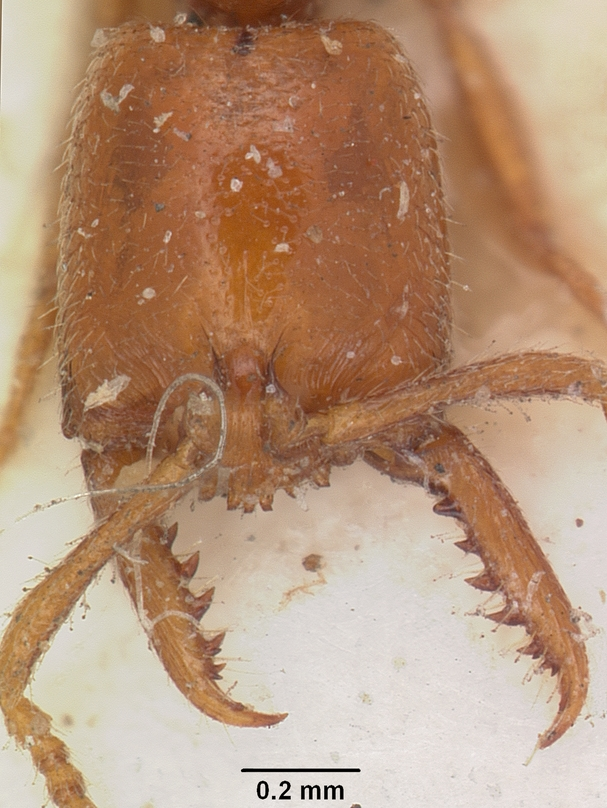
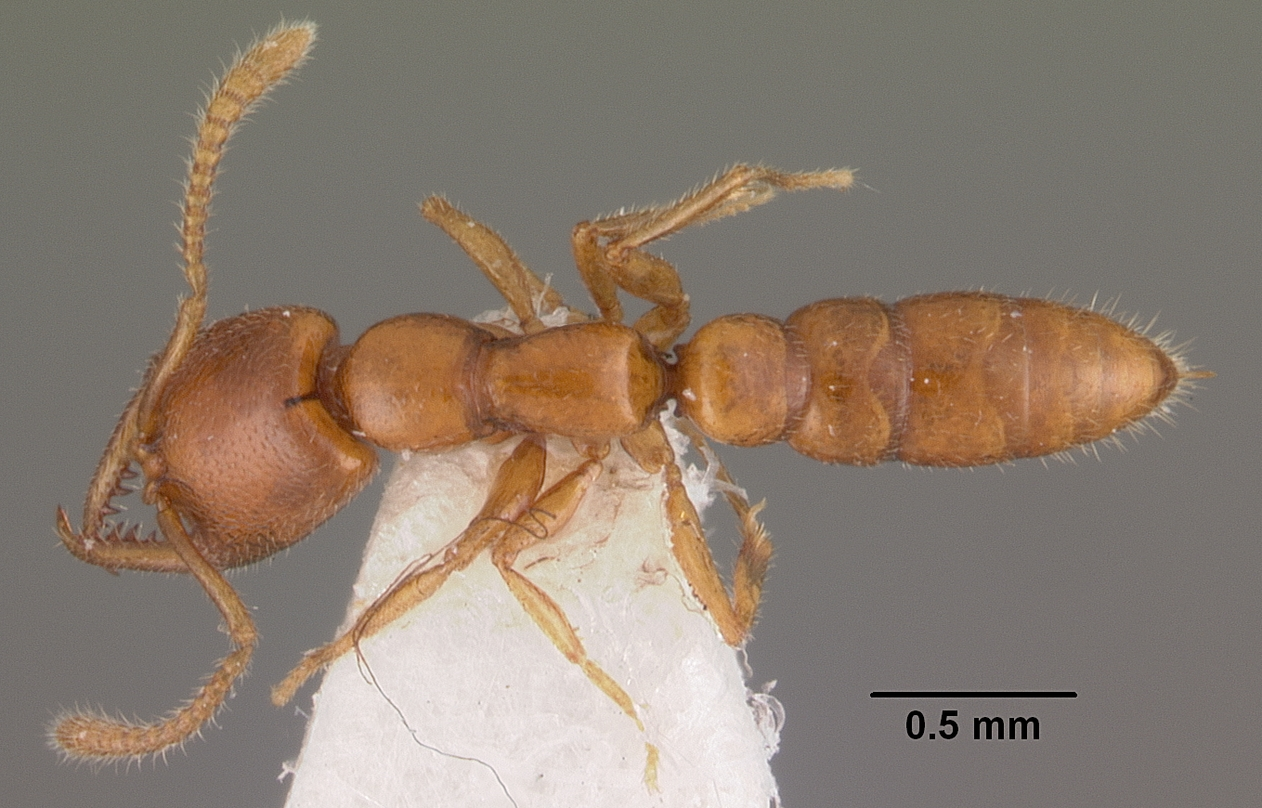

Se distribuye por Túnez.